# 南伽拉号潜艇
南伽拉号潜艇（KRI Nanggala (402)）是印度尼西亚海军的一艘柴电动力攻击潜艇，是查克拉级潜艇的第二艘也是最后一艘，该级源自西德设计的209型潛艇的1300版本。南伽拉号潜艇於1981年7月6日完工，10月21日正式服役。1989年，南伽拉号在德国霍瓦茲造船廠接受改造；而在2010年，南伽拉号在韩国的大宇造船海洋工程进行大规模改装，于2012年1月结束。

## 沉没
2021年4月21日早上三时，南伽拉号潜艇在巴厘岛以北進行SUT鱼雷演习時，获准下潜后就在深水区失踪，事發時潛艇上至少有53名艇员。当地时间早上七时左右一架直升机在潜艇下潜地点发现油迹。当局派出了将近24艘船只参与搜救，搜寻范围覆盖至10平方海里（34平方公里）的区域。邻国马来西亚和新加坡，以及美国、澳洲亦提供协助搜寻，其中两艘参与救援的的潜艇救援船各别为迅速救援号（新加坡）和米加巴基蒂号（马来西亚）。
据估计4月24日凌晨3时氧气已耗尽，同天下午印度尼西亚海军参谋长尤多·马戈诺向外界展示了一些已经找到的属于“南咖拉”号潜艇的物体，包括潜艇鱼雷系统的一部分、用于润滑潜艇潜望镜的润滑油，以及祈祷垫（2021年开斋节落在五月中旬）。南伽拉号潜艇沉沒，并补充经扫描发现潜艇在水下850米深的位置，远远超过其生存极限（该潜艇可以承受最多500米的深度，作战潜深为250米，标准载员34人）；马戈诺表示，“南咖拉”号搭载53人符合规定，其艇员最大容量为57人。
印尼海军正准备打捞南伽拉号潜艇，新加坡的迅速救援号潛艇救援船已经抵达附近海域，这艘潜艇救援船携带了DSAR-6型深潛救生艇，可以对海面下500米的失事潜艇进行救援或者打捞，但是南伽拉号的沉没深度超过800米，新加坡的潜艇救援船也无能为力，如果救援费用超过印尼海军的承受范围，印尼海军很可能放弃打捞南伽拉号。
4月25日印度尼西亚海军参谋长尤多·马戈诺指出，“南伽拉号”潜艇在4月25日清晨1时首度透过“多波束测深探测仪”（MBES）发现潜舰的可能位置，但潜艇的遥控潜水器最多只能到达海深800公尺拍摄。新加坡救援船迅速救援号抵达后，使用遥控潜水器在上午9时4分找到潜舰残骸，并确认潜艇沉没在838公尺的海底，断裂成3段。
4月25日印度尼西亚国民军司令哈迪·贾詹托宣布搜救队发现鱼雷管矫直器、冷却管套子等，同时搜救人员已经收到了来自海底的画面。画面中出现了“南咖拉”号潜艇断裂成3部分的残骸，包括后垂直舵、锚等部件。新加坡救援船在海底拍到的影像，可以看到船锚、船头下潜操纵杆、船尾的垂直操纵杆、船身、官兵MK11的救生衣等，这些影像可以推论，“南伽拉”号潜艇沉入海底838公尺深处，53名官兵生还机会非常渺茫，可以说都已经罹难。同日，印尼总统佐科·维多多表示，失联的印尼潜艇已确认沉没。

## 后续

#### 四月
印度尼西亚国民军司令哈迪·贾詹托说，潜艇上的53名官兵是印尼最优秀的官兵，他们在巴厘岛外海执行任务中罹难，他代表国军向官兵家属表达最深的哀悼。他也会向总统佐科提议，为罹难官兵赠勋并追晋军阶。
印度尼西亚总统佐科·维多多4月26日向失联潜艇53名罹难人员的家属表达深切慰问，并承诺印尼政府会支付罹难者孩子的教育费用。
4月26日悲恸的船员家属聚集在巴厘岛海岸，为罹难者致哀，并敦促当局尽早将他们亲人的遗体打捞上来。专家指出，潜艇残骸处于850米海底深处，打捞作业不仅风险极高，也需要专门的打捞设备。
4月29日印尼总统佐科·维多多在东爪哇会见官兵遗属，宣布将为他们建造房屋，他们可自由决定房屋位置：可在（东爪哇）锦石县、（东爪哇）诗都阿佐县或其他地方。

#### 五月
5月1日，印尼海军在一份声明中表示，欢迎中国海军给予印尼政府人道主义援助。印尼海军上将尤多透露了打捞潜艇的进展情况，“根据军方高层的消息，中国海军正在赶来救援的途中。据了解，被派往印尼的中国打捞船共有3艘，其中包括永兴岛863号远洋打捞救生船，“永兴岛”号是中国自行设计建造的远洋打捞救生船，主要任务是三级援潜、沉船打捞、救援和拖带失事水面舰艇，曾到泰国湾参与马航370搜救行动。
5月4日印尼海军表示，中国海军（潜艇救捞船）已经抵达巴厘岛，以帮助打捞上个月造成53人遇难的“南伽拉”号失事潜艇。在中国援助力量抵达之前，来自新加坡、马来西亚和澳大利亚等国协助印尼搜寻失事潜艇的船只，已经离开当地水域。有两艘中国救捞船在巴厘岛附近水域待命，预计第三艘将在5月4日晚些时候抵达，所有三艘中国救捞船（远洋打捞救生舰永兴岛-863、远洋拖船南拖-195以及深海科学调查研究船探索2号）的潜水作业深度均可达水下4,500米。

#### 六月
6月2日印尼海军表示，该国已经结束了对在巴厘岛海岸附近沉没的“南伽拉”号潜艇的打捞工作，这艘潜艇上的53名船员全部遇难。

## 影响
2017年时任印尼海军司令艾迪·苏旁蒂宣布印尼购买潜艇，为达到提高震慑力度与提升水下作战能力的战略目标，并与印尼的广大海域匹配，至2024年将潜艇数量扩编到最少12艘。
失事之前“南伽拉”号潜艇正在参与鱼雷发射演练，随后与指挥部失去联系，据了解事发时艇上一共搭载了53名艇员。印尼当前一共仅有5艘209型潜艇，后3艘从韩国引进，虽然性能先进，但是并没有形成作战能力。这意味着南伽拉号的沉没使得印尼一下子损失了二分之一的水下力量，其中还包括艇上搭载的潜艇部队指挥官海军上校赫里·塞蒂亚万（Heri Oktavian）。该舰至少经历过17次水下发射任务，除了发射训练雷外，发射的战雷亦成功击沉两艘靶舰，人员素质极强。

## 打捞费用
| 国家   | 潜艇                             | 深度      | 确认沉没地点耗时 | 费用                    | 备注                                                                                    |
| ------ | -------------------------------- | --------- | ---------------- | ----------------------- | --------------------------------------------------------------------------------------- |
| 阿根廷 | 2017年阿根廷圣胡安号潜艇海难     | 900公尺   | 一年             | -                       | 国防部长奥斯卡·阿瓜德（Oscar Aguard）宣布划拨40亿美元，后因费用过高放弃打捞，仍沉在海底 |
| 苏联   | 2000年俄罗斯库尔斯克号核潜艇海难 | 108公尺   | 17小时           | 1.4亿美元（含调查费用） | 已打撈上岸，但艇首因魚雷室爆炸全毀                                                      |
| 苏联   | 1968年苏联K-129号核潜艇海难      | 4,900公尺 | 约半年           | 3.5亿美元               | 仅打捞出艇首                                                                            |

## 外国慰问
- 马来西亚
  - 4月25日最高元首苏丹阿都拉和元首后东姑阿兹莎阿米娜对印尼海军“南伽拉”号潜艇失事感到非常难过，并向印尼总统佐元首科威以及全体印尼国民致哀。[37]
  - 同一天首相丹斯里慕尤丁表示，在这个艰难的时刻，大马随时准备好向印尼提供必要的援助。[38]
- 新加坡
  - 4月26日哈莉玛·雅各布总统和李显龙总理致函印尼总统佐科，对印尼人民表达深切慰问。哈莉玛也祈愿逝者的至亲在悲痛中仍能找到内心的平静；李总理则承诺若有需要，新加坡随时准备进一步援助。[39]
- - 4月26日总统文在寅就印度尼西亚海军“南伽拉”号潜艇（舷号402）沉没事故向印尼总统佐科·维多多致慰问电。[40]
- 越南
  - 4月26日外交部长（英语：Minister of Foreign Affairs (Vietnam)）裴青山就印尼编号为KRI南加拉402 (Nanggala)潜艇在巴里海域参加训练后失去联络，艇内53人全部遇难向印尼外交部长蕾特諾·馬蘇迪（英语：Retno Marsudi）致慰问电。[41]
- 中国
  - 4月27日中共中央总书记、国家主席、中央军委主席习近平就南伽拉号潜艇沉没向印尼总统佐科致慰问电。[42]

## 类似事故
（仅列出死亡人数达十人以上的事故，并排除战争因素） 
21世纪
- 2017年阿根廷圣胡安号潜艇海难，44人死亡，与南伽拉号潜艇皆为同款潜艇。
- 2003年中国海军361潜艇海难，70人死亡。
- 2000年俄罗斯库尔斯克号核潜艇海难，118人死亡。

20世纪
- 1989年苏联K-278号核潜艇海难，42人死亡。
- 1970年苏联K-8核潜艇海难，56人死亡。
- 1968年美国天蝎号核潜艇海难（英语：USS Scorpion (SSN-589)），99人死亡。
- 1968年苏联K-129号核潜艇海难（英语：Soviet submarine K-129 (1960)），98人死亡。
- 1968年法国智慧女神号潜艇海难（英语：French submarine Minerve (S647)），52人死亡。
- 1968年以色列达喀尔号潜艇海难（英语：INS Dakar），69人死亡。
- 1963年美国长尾鲨级核动力攻击型潜艇海难，129人死亡。
- 1959年中国人民解放军海军418潜艇海难，38人死亡。
- 1958年美国刺棘鱼号潜艇海难（英语：USS Stickleback (SS-415)），52人死亡。